# Calanthe maquilingensis
Calanthe maquilingensis är en orkidéart som beskrevs av Oakes Ames. Calanthe maquilingensis ingår i släktet Calanthe och familjen orkidéer.
Artens utbredningsområde är Filippinerna. Inga underarter finns listade i Catalogue of Life.